# Iglesia de San Pellegrino alla Sapienza
La iglesia de San Pellegrino alla Sapienza (hoy dedicada a Santa Anastasia de Roma) se encuentra en Siena, entre las calles della Sapienza y delle Terme. 

## Historia
Precedente a la iglesia, había un hospital, fundado por Andrea Gallerani en el siglo XIII y cerrado en 1408. El edificio contaba también con una iglesia dedicada a Santa María de la Misericordia, que luego sería transformada en 1767.

## Descripción
La fachada y la bóveda pertenecen al siglo XVIII. Es una iglesia de una sola nave, decorada de estucos barrocos en blanco y oro. Seis estatuas de santos decoran los nichos de las paredes, así como frescos con historias marianas (obra de Giuliano Traballesi) en la bóveda, y la Natividad de la Virgen, de Giuseppe Nicola Nasini, en el altar mayor.
Además, destacan las obras:
- Beato Andrea Gallerani, del taller de Simone Martini.
- Santos Pedro y Pablo, de Bartolomeo Bulgarini.
- Madonna de Monteguaitano, tríptico del siglo XIV en marfil y madera, procedente de la Iglesia de la Maria Santísima del Rosario.